# Анастасьєвське сільське поселення (Хабаровський район)
Анаста́сьєвське сільське поселення (рос. Анастасьевское сельское поселение) — сільське поселення у складі Хабаровського району Хабаровського краю Росії.
Адміністративний центр — село Анастасьєвка.

## Населення
Населення сільського поселення становить 5796 осіб (2019; 5561 у 2010, 6202 у 2002).

## Склад
До складу сільського поселення входять:
| Населений пункт      | Населення, осіб (2002) | Населення, осіб (2010) |
| -------------------- | ---------------------- | ---------------------- |
| Анастасьєвка, село   | 2036                   | 2154                   |
| Краснознаменка, село | 51                     | 45                     |
| Тайожне, село        | 4115                   | 3362                   |